# Кеплерові елементи орбіти

Кеплерівські елементи орбіти включаючи аргумент перицентра (рис.1)

Частини еліпса (рис.2)

Кеплерові елементи — шість елементів орбіти, що визначають положення небесного тіла в просторі у задачі двох тіл:
- велика піввісь ({\displaystyle a\,\!}),
- ексцентриситет ({\displaystyle e\,\!}),
- нахил ({\displaystyle i\,\!}),
- довгота висхідного вузла ({\displaystyle \Omega \,\!}),
- аргумент перицентру ({\displaystyle \omega \,\!}),
- середня аномалія ({\displaystyle M_{o}\,\!}).

Перші два визначають форму орбіти, третій, четвертий і п'ятий - орієнтацію площини орбіти по відношенню до базової системи координат, шостий - положення тіла на орбіті.

## Велика піввісь
Велика піввісь — це половина головної осі еліпса {\displaystyle |AB|} (позначена на рис.2 як a). В астрономії характеризує максимальну відстань небесного тіла від центру еліптичної орбіти.

## Ексцентриситет
Ексцентрисите́т (позначаеться «{\displaystyle e}» чи «ε») — числова характеристика конічного перетину.  Ексцентриситет інваріантний щодо рухів площини і перетворень подібності. Ексцентриситет характеризує «стислість» орбіти.  Він виражається за формулою:
{\displaystyle \varepsilon ={\sqrt {1-{\frac {b^{2}}{a^{2}}}}}}, де {\displaystyle b} — мала піввісь (див. рис.2)
Можна розділити зовнішній вигляд орбіти на п'ять груп:
- {\displaystyle \varepsilon =0} — коло
- {\displaystyle 0<\varepsilon <1} — еліпс
- {\displaystyle \varepsilon =1} — парабола
- {\displaystyle 1<\varepsilon <\infty } — гіпербола
- {\displaystyle \varepsilon =\infty } — пряма

## Нахил

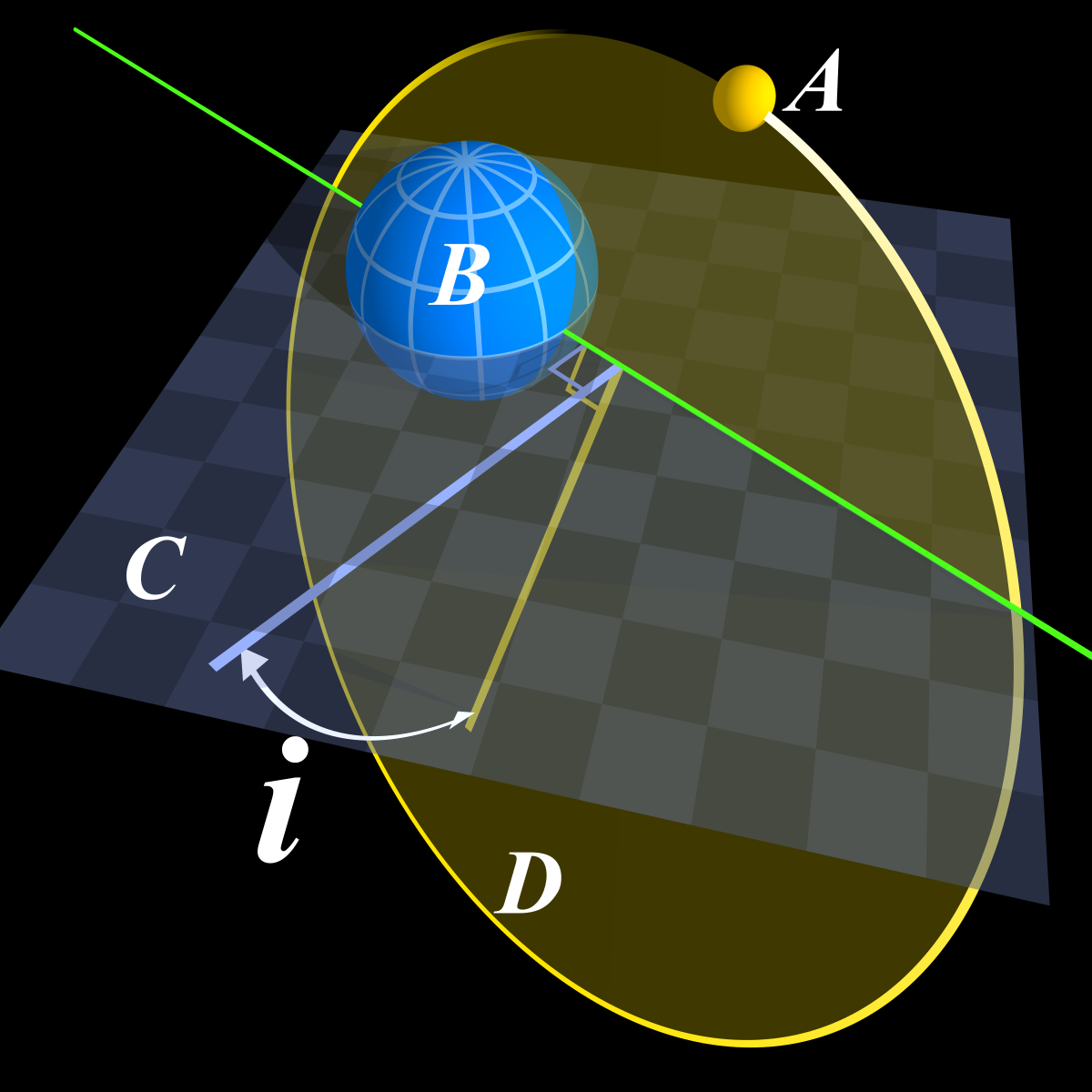
A — Об'єкт
B — Центральний об'єкт
C — Площина відрахунку
D — Площина орбіти
i — Нахил

Нахил орбіти небесного тіла — це кут між площиною його орбіти і площиною відліку (базовою площиною).
Зазвичай позначається буквою i (від англ. Inclination). Нахил вимірюється в кутових градусах мінутах і секундах.
Якщо {\displaystyle 0<i<90}°, то рух небесного тіла називається прямим.
Якщо {\displaystyle 90}°{\displaystyle <i<180}°, то рух небесного тіла називається зворотним.

У застосуванні до Сонячної системи, за площину відліку зазвичай вибирають площину орбіти Землі (площину екліптики). Площини орбіт інших планет Сонячної системи і Місяця відхиляються від площини екліптики лише на кілька градусів. 

## Довгота висхідного вузла
Довгота висхідного вузла - один з основних елементів орбіти, що використовується для математичного опису орієнтації площини орбіти відносно базової площини.  Визначає кут в базовій площині, утворений між базовим напрямком на нульову точку і напрямком на точку висхідного вузла орбіти, в якій орбіта перетинає базову площину в напрямку з півдня на північ.
 

## Аргумент перицентру
Аргуме́нт перице́нтру — визначається як кут між напрямками з притягувального центру на висхідний вузол орбіти і на перицентр (найближчу до притягувального центру точку орбіти супутника), або кут між лінією вузлів і лінією апсид. Відраховується з притягувального центру в напрямку руху супутника звичайно вибирається в межах 0°-360°.
При дослідженні екзопланет і подвійних зірок як базову використовують картинну площину - площину, що проходить через зірку і перпендикулярну променю спостереження зірки з Землі.  Орбіта екзопланети в загальному випадку випадковим чином орієнтована щодо спостерігача, перетинає цю площину в двох точках.  Точка, де планета перетинає картинну площину, наближаючись до спостерігача, вважається висхідним вузлом орбіти, а точка, де планета перетинає картинну площину, віддаляючись від спостерігача, вважається низхідним вузлом.  У цьому випадку аргумент перицентру відраховується з притягувального центру проти годинникової стрілки.
Позначається ({\displaystyle \omega \,\!}).
Замість аргументу перигелію часто використовується інший кут довгота перигелію що позначається як {\displaystyle {\bar {\omega }}}. Він визначається, як сума довготи висхідного вузла і аргументу перигелію. Це - дещо незвичний кут, так як він вимірюється частково вздовж екліптики, а частково - уздовж орбітальної площини. Однак, часто він більш практичний, ніж аргумент перигелію, так як добре визначений навіть, коли нахил орбіти близько до нуля, коли напрямок на висхідний вузол стає невизначеним.

## Середня аномалія

Анімація, що ілюструє справжню аномалію, ексцентричну аномалію, середню аномалію і рішення рівняння Кеплера.

Аномалії (рис.3)

Середня аномалія для тіла, що рухається по незбуреній орбіті - добуток його середнього руху та інтервалу часу після проходження перицентру. Таким чином, середня аномалія - кутова відстань від перицентру гіпотетичного тіла, що рухається з постійною кутовою швидкістю, що дорівнює середньому руху.
Позначається буквою {\displaystyle M} (від англ. mean anomaly)
У зоряної динаміці середня аномалія M обчислюється за такими формулами:
{\displaystyle M=M_{0}+n(t-t_{0})\,\!}
де:
- {\displaystyle M_{0}\,\!} — середня аномалія на епоху {\displaystyle t_{0}\,\!},
- {\displaystyle t_{0}\,\!} — початкова епоха,
- {\displaystyle t\,\!} — епоха, на яку здійснюються обчислення, і
- {\displaystyle n\,\!} — середній рух.

Або через рівняння Кеплера:
{\displaystyle M=E-e\cdot \sin E\,\!}
де:
- {\displaystyle E\,\!} — ексцентрична аномалія ({\displaystyle E} на рис.3),
- {\displaystyle e\,\!} — ексцентриситет.

## Обчислення кеплерових елементів
Розглянемо наступну задачу: нехай є необуреним рух і відомі вектор положення {\displaystyle \mathbf {r} _{0}(x_{0},y_{0},z_{0})} і вектор швидкості {\displaystyle \mathbf {{\dot {r}}({{\dot {x}}_{0}},{{\dot {y}}_{0}},{{\dot {z}}_{0}})} } на момент часу {\displaystyle t}. Знайдемо кеплерові елементи орбіти.
Перш за все, обчислимо велику піввісь:
{\displaystyle r_{0}^{2}=x_{0}^{2}+y_{0}^{2}+z_{0}^{2}}
{\displaystyle {\dot {r}}_{0}^{2}={\dot {x}}_{0}^{2}+{\dot {y}}_{0}^{2}+{\dot {z}}_{0}^{2}}
{\displaystyle r_{0}\cdot {\dot {r}}_{0}=x_{0}\cdot {\dot {x}}_{0}+y_{0}\cdot {\dot {y}}_{0}+z_{0}\cdot {\dot {z}}_{0}}
За інтегралом енергії:
(1) {\displaystyle {\frac {1}{a}}={\frac {2}{r_{0}}}-{\frac {v_{0}^{2}}{\mu }}}, де μ — гравітаційний параметр, що дорівнює добутку гравітаційної постійної на масу небесного тіла; для Землі μ = 3,986005·105 км³/c², для Сонця μ = 1,32712438·1011 км³/c².
Таким чином, по формулі (1) знаходимо {\displaystyle a}.